# تعاليم كونفوشيوس

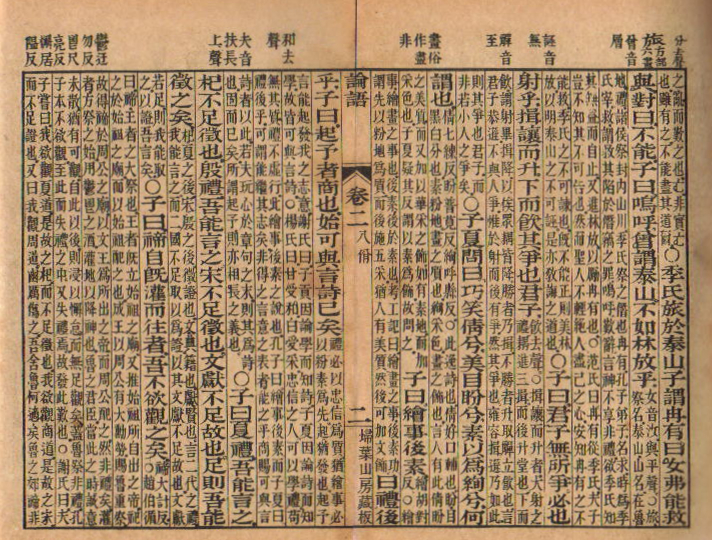

تعاليم كونفوشيوس أو مختارات كونفوشيوس أو إنجيل كونفوشيوس (بالصينية: 論語) هي مجموعة مسجلة من أقوال وأفعال المفكر الصيني والفيلسوف كونفوشيوس وتلامذته، بالإضافة إلى مناقشات تمت بينهم.
كتب خلال فترة الربيع والخريف من خلال فترة الدول المتحاربة (475 قبل الميلاد - 221 قبل الميلاد)، كان لهذه التعاليم من الكونفوشيوسية وما زال تأثير كبير على الفكر والقيم في الصين ودول شرق آسيا حتى اليوم.
ترجم تعاليم كونفوشيوس إلى اللغة العربية المترجم المسلم ما جيان (الذي عُرف باسم محمد ماكين الصيني)، أثناء دراسته بجامعة الأزهر بالقاهرة في ثلاثينيات القرن العشرين.